# Themeda quadrivalvis
Themeda quadrivalvis is een soort uit de grassenfamilie (Poaceae). De plant komt voor op het Indisch subcontinent, in Noord-Thailand en op de Andamanen.